# Broadford (comté de Clare)
Broadford est un village en Irlande, situé dans le comté de Clare.